# 闲山岛海战
闲山岛海战，又称闲山岛大捷，是1592年8月14日朝鲜王朝与日军在闲山岛附近的一场海战。朝鲜将領李舜臣的海軍在此次海战中击沉47艘日船。此次海战成为朝鲜壬辰卫国战争中的转折点。

## 经过
1592年8月13日有平民回报说看到倭舰在巨济岛附近集结。得到消息后的第二日清晨，李舜臣派出6艘板屋船去引诱日舰。脇坂安治的海军见到板屋船后，马上追踪上来，一直追到闲山岛附近的广阔海域，与李舜臣的海军相遇。
在李舜臣与日军的前两次交锋中，李舜臣采用的是线型或圆型的连续式的进攻阵型。虽然这种战术對於擊潰敵方艦隊很有效，但是也會讓很大一部份的敵艦得以逃脫，這樣無法有效消滅敵方軍力。为了克服这个缺点，李舜臣在此次海战中摆出了新型的鹤翼阵或稱U型阵，意在不但要击潰日本舰隊还要將之包圍進而殲滅。
日军的战术是先派出快速的军舰突擊，然后迅速以主力战舰迫近目標并登船。日军的这种战术恰巧陷入李舜臣的圈套。朝鮮海軍以鹤翼阵将接近的日舰包围住，艦上炮火从各个角度将被围的日舰摧毁。战鬥从早上一直打到傍晚。脇坂安治的三位主要领兵指揮官中，脇坂左兵衛、渡邊七衛門两人阵亡，真鍋左馬允在船上切腹自杀。在丧失了59艘战舰后，脇坂安治开始撤退，朝鮮海軍獲得大捷。李舜臣事後在「見乃梁破倭状」中宣称击毁的日本艦隊为大船36隻、中船24隻、小船13隻、擊破数63隻，但是根据脇坂安治領地的石高算出的動員定数大約为1500人，这个战果数应当是过高了（次年5月日軍攻擊晋州城時脇坂軍统计为900人）。

## 影响
闲山岛大捷是壬辰卫国战争在戰略上相當重要的一战，有效切断了侵略日軍在黄海的補給線。当时陆路运输要比海水运输花费4倍的人力物力，在陆路日軍的運輸部隊時常会遭到明朝军队、朝鲜军队和朝鲜义兵的伏击。这使得已經攻陷平壤的小西行长難以继续向北前行，打破了丰臣秀吉原本的戰略部署。